# Tetrapleura chevalieri
Espèce
Statut de conservation UICN

 LC  : Préoccupation mineure
Tetrapleura chevalieri est une espèce de plantes à fleurs de la famille des Fabaceae. C'est un arbre dont l'aire de répartition naturelle s'étend sur plusieurs pays côtiers de l'Afrique de l'Ouest.

## Description
C'est un arbre.

## Répartition
Ce taxon se rencontre dans les pays suivants : Côte d'Ivoire, Ghana, Guinée, Liberia, Sierra Leone.

## Systématique
Le nom correct complet (avec auteur) de ce taxon est Tetrapleura chevalieri (Harms) Baker f..
L'espèce a été initialement classée dans le genre Piptadenia sous le basionyme Piptadenia chevalieri Harms.
Tetrapleura chevalieri a pour synonymes :
- Erythrophleum purpurascens A.Chev.
- Erythrophleum purpurascens A.Chev. ex Harms
- Piptadenia chevalieri Harms